# Primera Aliyà
La Primera Aliyà (també anomenada aliyà dels agricultors) va ser la primera onada d'immigració sionista a la Terra d'Israel. Els jueus que van emigrar a Terra d'Israel en aquesta onada provenien principalment d'Europa de l'Est i del Iemen. Aquesta aliyà es va iniciar l'any 1881 i va durar fins a l'any 1903. Es calcula que entre 25,000 i 35,000 jueus van emigrar cap a Síria i l'Imperi Otomà durant la primera aliyà.
La majoria dels olim (immigrants) pertanyien als moviments Hovevei Zion i Bilu, i eren provinents de l'Imperi rus i en menor nombre del Iemen, fundant moltes comunitats agrícoles. Entre les ciutats i assentaments que aquests immigrants van establir es troben Pétah Tiqvà (1878), Rixon le-Tsiyyon, Roix Pinnà i Zikhron Yaaqov.
En 1882 uns jueus yemenites es van establir i van crear un nou suburbi de Jerusalem anomenat Kefar ha-Xilóah, situat al sud-est de les muralles de la ciutat vella de Jerusalem en els vessants del Mont de les Oliveres.